# Équipe d'Allemagne de l'Est de football en 1958
Il s'agit des matchs de la sélection est-allemande au cours de l'année 1958.

## Matchs et résultats
| Match amical                           | Albanie   | 1 – 1   | Allemagne de l'Est | Stade Qemal-Stafa, Tirana                            |                                                      |
| 4 mai 1958 · Historique des rencontres | Kraja 50e | (0 - 0) | 88e Tröger         | Spectateurs : 30 000 Arbitrage : M. Sipos ( Hongrie) | Spectateurs : 30 000 Arbitrage : M. Sipos ( Hongrie) |

| Match amical                             | Allemagne de l'Est | 1 – 1   | Pologne    | Ostseestadion, Rostock                              |                                                     |
| 29 juin 1958 · Historique des rencontres | Klingbeil 32e      | (0 - 0) | 85e Kempny | Spectateurs : 20 000 Arbitrage : M. Posa ( Hongrie) | Spectateurs : 20 000 Arbitrage : M. Posa ( Hongrie) |

| Match amical                             | Norvège                                  | 6 – 5   | Allemagne de l'Est                           | Ulleval-Stadium, Oslo                                 |                                                       |
| 13 août 1958 · Historique des rencontres | Hennum 9e 24e 34e 47e · Pedersen 14e 80e | (4 - 3) | 12e 36e 44e Schröter · 81e Wirth · 85e Assmy | Spectateurs : 20 000 Arbitrage : M. Ackeborn ( Suède) | Spectateurs : 20 000 Arbitrage : M. Ackeborn ( Suède) |

| Match amical                                  | Allemagne de l'Est                          | 3 – 2   | Roumanie                          | Stade central, Leipzig                                           |                                                                  |
| 14 septembre 1958 · Historique des rencontres | Schröter 25e · Assmy 58e (pen.) · Wirth 75e | (1 - 1) | 27e (pen.) Constantin · 61e A.Ene | Spectateurs : 60 000 Arbitrage : M. Balakine ( Union soviétique) | Spectateurs : 60 000 Arbitrage : M. Balakine ( Union soviétique) |

| Match amical                               | Allemagne de l'Est | 1 – 1   | Bulgarie    | Stade Walter-Ulbricht, Berlin-Est                        |                                                          |
| 5 octobre 1958 · Historique des rencontres | Tröger 30e         | (1 - 0) | 80e Milanov | Spectateurs : 50 000 Arbitrage : M. Andersen ( Danemark) | Spectateurs : 50 000 Arbitrage : M. Andersen ( Danemark) |

| Match amical                                | Allemagne de l'Est                        | 4 – 1   | Norvège    | Stade central, Leipzig                                         |                                                                |
| 2 novembre 1958 · Historique des rencontres | Assmy 4e · H. Müller 12e ? · Schröter 56e | (2 - 1) | 42e Hennum | Spectateurs : 60 000 Arbitrage : M. Vrbovec ( Tchécoslovaquie) | Spectateurs : 60 000 Arbitrage : M. Vrbovec ( Tchécoslovaquie) |